# بندگیاه

نمایی از ساختار سلول. ۱-هاپتونما، ۲-تاژک، ۳-میتوکندری، ۴-دستگاه گلژی، ۵-هسته یاخته، ۶-پوسته، ۷- واکوئل‌های، ۸-دیسه، ۹-ریبوزوم، ۱۰-استیگما، ۱۱-شبکه آندوپلاسمی، ۱۲-شبکه آندوپلاسمی کلروپلاست، ۱۳-pyrenoid، ۱۴-ریزکیسه.

بندگیاهان با هاپتوفیت‌ها (نام علمی: haptophytes) که گاهی با نام‌های هاپتوفیسه یا پریمنسیوفیسه هم شناخته می‌شوند، نام یک شاخه از جلبک‌ها هستند.
گرچه تبارزایش بندگیاهان در سال‌های اخیر، بهتر از قبل شناخته شده‌است، اما اینکه کدام طبقه آرایه‌شناختی باید برایشان بکار رود، همچنان مورد بحث و تبادل نظر است.
کلروپلاست بندگیاهان دارای رنگدانه‌هایی مشابه ناجورتاژکان است. یکی از انواع شناخته‌شدهٔ بندگیاهان، کوکولیتوفور است.
بندگیاهان از لحاظ اقتصادی اهمیت دارند و برخی از انواع آنها در صنعت آبزی‌پروری برای تغذیهٔ صدف چروک و میگو بکار می‌روند.